# Joshua Gutiérrez
Joshua Gutierrez (Mexikóváros, 1987. április 10. –) mexikói színész.

## Életrajza
2012-ben a Televisa Művészeti Oktatási Központban tanult színészetet, ugyanabban az évben debütált a Miss XV című telenovellában, amelyet Pedro Damián készített.
Számos kisebb mellékszerepet kapott a Televisa sorozataiban.

## Filmográfia

### Telenovellák
| Év          | Cím                      | Szerepnév                                   | Magyar hangja | TV stúdió |
| ----------- | ------------------------ | ------------------------------------------- | ------------- | --------- |
| 2025        | Velvet: El nuevo imperio | Enrique Otegui                              |               | Telemundo |
| 2024        | Éltető szerelem          | Misael Rivero Cuéllar                       | Pásztor Tibor | Televisa  |
| 2022        | Háborgó szívek           | Federico Duarte Ruiz-Montalvo               | Czető Roland  | Televisa  |
| 2021        | A sors keze              | Teodoro «Teo» Bárcenas Limantour            | Czető Roland  | Televisa  |
| 2020 - 2021 | Viharos szívek           | Néstor Ibarra                               | Pásztor Tibor | Televisa  |
| 2019        | Az új Paula és Paulina   | Molina                                      | Czető Roland  | Televisa  |
| 2018        | Sin miedo a la verdad    | Lorenzo                                     | -             | Televisa  |
| 2018        | La jefa del campeón      | Matías Sandoval Rosas                       | -             | Televisa  |
| 2018        | Por amar sin ley         | Fermín Díaz                                 | -             | Televisa  |
| 2017        | Hoy voy a cambiar        | Jorge D'Alessio adulto                      | -             | Televisa  |
| 2016 - 2017 | Como dice el dicho       | Varios Roles                                | -             | Televisa  |
| 2016        | Titkok szállodája        | Jacinto Mosqueda                            |               | Televisa  |
| 2015        | Paloma                   | Rodrigo López Tovar / Rodrigo Márquez Tovar | Moser Károly  | Televisa  |
| 2012        | Miss XV                  | Miguel                                      | -             | Televisa  |